# 1939 en rugby à XV
Cette page présente les faits marquants de l'année 1939 en rugby à XV : les principales compétitions et évènements liés au rugby à XV et rugby à sept ainsi que les naissances et décès de grandes personnalités de ce sport.

## Principales compétitions
- Currie Cup (du ? au ? 1939)
- Championnat de France (du ? 1938 au 30 avril 1939)
- Championnat d'Italie (du ? 1938 au ? 1939)
- Tournoi britannique (du 21 janvier au 18 mars 1939)

## Événements

### Mars
- 18 mars : l'équipe d'Angleterre, l'équipe d'Irlande, l'équipe du pays de Galles terminent premières à égalité de points du Tournoi britannique de rugby à XV 1939 en remportant deux victoires et en concédant une défaite.

### Avril
- 30 avril : le Biarritz olympique est champion de France en s'imposant 6-0 face à l'USA Perpignan.

### Mai
- ? mai : l'Amatori Milan remporte le Championnat d'Italie de rugby à XV 1938-1939. Il s'agit de son neuvième titre dans la compétition[1].

### Juin
- ? juin : le Warwickshire est champion d'Angleterre des comtés.
- ? juin : le Transvaal remporte la Currie Cup en battant la Western Province en finale sur le score de 17 à 6.

## Principaux décès
- Ned Haig, boucher, joueur de rugby et inventeur du rugby à sept en 1883, mort à 80 ans.